# ارنست اوپنهایمر
ارنست اوپنهایمر (به انگلیسی: Ernest Oppenheimer) (زاده ۲۲ مه ۱۸۸۰ - درگذشته ۲۵ نوامبر ۱۹۵۷) کارآفرین، بازرگان و مدیر ارشد اجرایی آلمانی ساکن آفریقای جنوبی بود، که در سال ۱۹۱۷ با مشارکت بانک آمریکایی جی. پی. مورگان اند کو.، شرکت معدن انگلو امریکن را تأسیس نمود.
شرکت انگلو امریکن هم‌اکنون (۲۰۱۳) بزرگترین تولیدکننده پلاتین در جهان است و به‌عنوان یکی از بزرگترین تولیدکنندگان الماس، مس، نیکل و سنگ آهن نیز شناخته می‌شود.